# 투신

텍사스주 댈러스에서 투신 기도자를 경찰이 설득하고 있다.

투신(投身)은 자연적으로 높은 지형 또는 인공 건축물의 높은 곳에서 뛰어내려 투신자의 질량과 지구중력에 의한 운동에너지로 투신자의 육체를 파괴하여 죽음에 이르게 하는 자살 방식 가운데 하나이다. 일반적으로 바닥은 투신자의 운동에너지를 흡수할 수 없어 필연적으로 죽음에 이르게 하지만, 표면이 유동적인 바다 또는 강으로 뛰어드는 경우도 있다(물속에서 호흡할 수 없어 엄밀한 사인은 익사일 경우도 있으나 이 경우에도 투신이라고 한다). 투신은 다른 자살방법과 달리 자살에 이용하는 특별한 도구가 필요없으며 높은 곳에 가서 몸을 내던지는 것만으로 실행가능하기 때문에 매우 빈번하게 실행되는 자살 방법 중 하나인 반면, 높은 곳에서 느끼는 본능적인 공포감을 극복해야하기 때문에 상당한 용기가 필요하며, 그 때문에 순간적, 우발적인 충동에 의해 실행되는 편이다. 예외적으로 9·11테러의 경우, 비행기 충돌로 대피가 불가능해진 충돌면 이상 고층의 사람들은 연기와 고열로 인한 질식과 고통 때문에 자발적으로, 또는 판단능력이 흐려지거나, 버틸 힘이 없어 불가항력적으로 떨어진 경우가 많아 이를 투신으로 보아야 할지, 추락사로 보아야 하는지에 대한 논란이 있었다. 투신한 장소나 높이에 따라 다르지만 투신자는 극히 예외적인 경우를 제외하고 투신행위로 인하여 사망 또는 살아남더라도 영구적 장애를 남기는 중상을 입게 될 확률이 높다.

## 같이 보기
- 자살다리